# Меј Вест
Меј Вест (енгл. Mae West, рођена 17. августа 1893. године у Вудхејвену, (Њујорк), а преминула 22. новембра 1980. године у Лос Анђелесу, САД) била је америчка позоришна и филмска глумица, драматург, сценариста, певач и секс симбол, чија се забављачка каријера протеже на више од седам деценија. Она је била позната по својој лепршавој сексуалној независности, и њеним лакомисленим, скарадним двосмисленостима, често изговореним храпавим контралто гласом. Меј је била активна у водвиљу и на сцени у Њујорку пре него што се преселила у Лос Анђелес да настави каријеру у филмској индустрији.
Вестова је била једна од најконтроверзнијих филмских звезда свог времена; наишла је на проблеме посебно са цензуром. Једном је добацила: „Верујем у цензуру. Стекла сам богатство од тога.” Она је одбацила систем правећи комедију од уобичајених обичаја, и публика из доба депресије јој се дивила због тога. По окончању филмске каријере, писала је књиге и драме, наставила са наступима у Лас Вегасу и Великој Британији, на радију и телевизији, и снимала је рокенрол албуме. Амерички филмски институт је 1999. године постхумно прогласио Вестову за 15. највећу женску филмску легенду класичне америчке кинематографије.

## Рани живот
Мери Џејн Вест рођена је 17. августа 1893. године, у Бруклину (у Гринпојнту или Бушвику, пре него што је Њујорк Сити консолидован 1898. године). Рођена је код куће уз помоћ тетке која је била бабица. Она је била најстарије преживело дете Џона Патрика Веста и Матилде „Тили” (касније Матилде) Делкер (првобитно Долџер; касније американизовано у „Делкер” или „Дилкер”). Тили и њених петеро браће и сестара емигрирали су с родитељима, Јакобом и Кристином (рођ. Брунинг) Долгер из Баварске 1886. Родитељи Вестове су се венчали 18. јануара 1889. године у Бруклину, на задовољство младожењиних родитеља и незадовољство невестиних, и своју децу су одгајали као протестанте.
Њен отац је био награђивани професионални боксер познат као „Батлин Џек Вест” који је касније радио као „специјални полицајац”, а након тога је имао своју приватну истражну агенцију. Њена мајка је била бивши корзеткиња и манекенка. Њена бака по оцу, Мери Џејн (рођена Копли), по којој је и добила име, била је католкиња ирског порекла, а Вестов деда по оцу, Џон Едвин Вест, био је енглеско-шкотског порекла и бродски једрар.
Њена најстарија сестра, Кејти, умрла је у детињству. Њена друга браћа и сестре били су Милдред Катерин Вест, касније позната као Беверли, и Џон Едвин Вест II (понекад се непрецизно називан „Џон Едвин Вест, млађи“). Током њеног детињства, породица Вест се селила у различите делове Вудхејвена, као и у четврти Вилијамсберг и Гринпојнт у Бруклину. У Вудхејвену, у Неровој друштвеној сали (која је отворена 1829. године и која још увек постоји), Вестова је наводно први пут професионално наступила.

## Почетак сценске каријере
Меј је имала пет година када је први пут забавила гомилу људи на црквеној забави, а са седам година је почела да се појављује у аматерским емисијама. Често је освајала награде на локалним такмичењима талената. Професионално је почела да наступа у водвиљу у акционарском друштву Хал Кларендон 1907. године у узрасту од 14 година. Вестова је први пут наступила под уметничким именом [Бејби Меј], и испробала је различите персоне, укључујући мушког имитатора.
Рано у каријери користила је псеудоним „Џејн Маст”. За њен заштитни знак хода је речено да је био инспирисан или под утицајем женских имитатора Берта Савоја и Џулијана Елтинга, који су биле познати током панси крејза. Њено прво појављивање у једној представи на Бродвеју било је у ревији A La Broadway из 1911. коју је поставио њен бивши учитељ плеса Нед Вајберн. Шоу је укинут након осам представа, али са својих 18 година Вестова је издвојена и откривена од стране новина Њујорк тајмс. Рецензент Тајмса написао је да је „девојка по имену Меј Вест, до сада непозната, превазишла очекивања својим гротескношћу и жустрим начином певања и плеса“. Вестова се затим појавила у емисији Vera Violetta, у чијој глумачкој екипи је био Ал Џолсон. Године 1912. појавила се у уводној представи мјузикла A Winsome Widow као „беба вампир” по имену Ла Петит Дафи.
Као извођача охрабривала ју је мајка, која је, према речиме Вестове, увек мислила да је све што је Мај урадила фантастично. Други чланови породице били су мање ентизијастични, укључујући њену тетку и баку по оцу. Нико од њих није одобраво њен избор каријере. Године 1918, након што је напустила неколико угледних ревија, Вестова је коначно остварила успех у ревији браће Шуберт с насловом Sometime, у пару са Едом Вином. Њен лик Мајм је плесала шими, а њена фотографија се појавила на издању нотних записа за популарно издање „Ev'rybody Shimmies Now”.

## Бродвејска звезда и затвор
Коначно, Вестова је почела да пише своје рискантне драме под псеудонимом Џејн Маст. Њена прва главна улога на Бродвеју била је у представи из 1926. под насловом Секс, коју је написала, продуковала и режирала. Иако су конзервативни критичари нагрдили шоу, продаја карата била је издашна. Ова продукција није добро прошла код градских званичника, којима су приспеле жалбе од појединих верских група, те је извршена рација позориште, и Вестова је ухапшен заједно са глумачком екипом. Одведена је у судску кућу Џеферсон маркет (садашња библиотека Џеферсон маркет), где је кривично прогоњена по оптужбама на бази морала, и дана 19. априла 1927. је осуђена на 10 дана затвора због „кварења морала младих”. Иако је Вестова могла да плати казну и да буде пуштена, изабрала је затворску казну због публицитета који би то привукло. Док је била затворена на острву Велфар (сада познато као Рузвелтово острво), она је вечерала са управником и његовом супругом; рекла је новинарима да је носила своје свилене гаће током издржавања казне, уместо „јутаног” веша које су остале девојке морале да носе. Вестова је стекла велики публицитет збот ове затворске казне. Одлежала је осам дана са два слободна дана због „лепог понашања”. Медијска пажња око инцидента унапредила је њену каријеру, крунишући је као љупку „лошу девојку” која се „успела лествицама успеха погрешком за погрешком”.

## Филмографија
| Улоге  |                           |               |                             |          |
| Година | Српски назив              | Изворни назив | Улога                       | Напомена |
| 1932.  |                           |               | Maudie Triplett             |          |
| 1933.  | Све му је то она замесила |               | леди Лу                     |          |
| 1933.  |                           |               | Тајра                       |          |
| 1934.  |                           |               | Руби Картер                 |          |
| 1935.  |                           |               | Клио Борден                 |          |
| 1936.  |                           |               | The Frisco Doll/Роуз Карлтон/Ени Олден     |          |
| 1936.  |                           |               | Мејвис Арден                |          |
| 1937.  |                           |               | Пичес О'Деј                 |          |
| 1940.  |                           |               | Флауер Бел Ли               |          |
| 1943.  |                           |               | Феј Лорнес                  |          |
| 1970.  |                           |               | Летиша Ван Ален             |          |
| 1978.  |                           |               | МАрло Манерс/леди Барингтон |          |